# إي أم دي كواد أف أكس
إي أم دي كواد أف أكس (بالإنجليزية: AMD Quad FX)‏ وهي منصة حاسوب تمكن من إيصال وحدتي معالجة المركزية من نوع آثلون 64 أف أكس أو أوبترون بمقبسي أف (Socket F) للحصول على منصة رباعية اللب (إثنين من كل وحدة المعالجة المركزية).